# نرویون
نرویون رودی است در کشور اسپانیا که به خلیج بیسکای می‌ریزد. این رود از شهر بیلبائو اسپانیا می‌گذرد و موزه گوگنهایم بیلبائو در کنار آن واقع شده‌است.